# 1800 Aguilar
Aguilar (asteróide 1800) é um asteróide da cintura principal, a 2,036575 UA. Possui uma excentricidade de 0,1358742 e um período orbital de 1 321,54 dias (3,62 anos).
Aguilar tem uma velocidade orbital média de 19,40130977 km/s e uma inclinação de 5,78415º.
Esse asteróide foi descoberto em 12 de Setembro de 1950 por Miguel Itzigsohn.